# Distonia focal
La distonia focal és un tipus de distonia que afecta un múscul o grup de músculs en una part específica del cos (d'allí el terme "focal"), causant una contracció o retorciment muscular no desitjat. La distonia focal pot afectar músculs dels ulls, boca, cordes vocals, coll, mans i peus.

## Tipus de distonies
Alguns tipus de distonia focal inclouen:
- Blefaroespasme: Els ulls es tanquen de forma constant durant minuts i fins i tot hores.
- Cervical : La distonia cervical (també coneguda amb el nom de torticoli espasmòdica) afecta el coll i espatlles. Consisteix en el moviment lateral i flexió/extensió del coll de forma constant.[3]
- Oromandibular: També, es coneix amb el nom de síndrome de Meige. Afecta la cara, boca, la mandíbula. La boca s'obra i es tanca constantment.
- Laríngia : També, coneguda amb el nom de disfonia espasmòdica, afecta les cordes vocals, aquestes es troben constantment tenses i unides en intentar parlar.
- De la mà : Anomenada també rampa de l'escriptor, afecta les mans i l'avantbraç i es produeixen contraccions durant l'acte d'escriure.
- Distonia del músic: Aquest tipus de distonia afecta qualsevol part del cos que impedeixi al músic la correcta execució del seu instrument.[4][5]

## Tractament
Quant a la distonia focal del músic, els doctors Raoul Tubiana i Peter C. Amadio van realitzar una extensa investigació sobre els problemes mèdics dels músics instrumentistes, incloent la distonia focal, i van aconseguir recuperar nombrosos músics d'aquesta condició. Afirmen en el seu llibre que la mateixa no és incurable i que "el desesperançador malefici que diu " cap modalitat de tractament que havia provat i creia ser efectiu és ara obsolet ".

### Medicaments
S'ha provat d'utilitzar en diverses classes de drogues que poden ajudar a corregir desequilibris en els neurotransmissors. Però la resposta dels fàrmacs varia entre els diversos individus i fins a la mateixa persona amb el passar del temps. Sovint, la teràpia més eficaç és individualitzada, en la qual els metges prescriuen diversos tipus de fàrmacs en diverses dosis per tractar els símptomes i produir pocs efectes secundaris.

### Toxina botulínica
El botox en petites quantitats es pot injectar en els músculs afectats per proporcionar a l'alleugeriment temporal de distonies focals. La toxina deté els espasmes musculars, bloquejant l'alliberament del neurotransmissor excitatori acetilcolina. L'efecte dura diversos mesos abans que sigui necessari repetir les injeccions.

### Cirurgia
La cirurgia es pot recomanar a alguns pacients quan els medicaments no són eficaços o els seus efectes secundaris són massa severs. Realitzar talls o retirar quirúrgicament els nervis dels músculs afectats ha ajudat a tractar certes distonies focals, incloent el blefaroespasme, la disfonia espasmòdica i la torticoli. Els desavantatges d'aquestes operacions, però, és que són de breu durada. També, comporten el risc de desfiguració, poden ser imprevisibles i són irreversibles .

### Fisioteràpia
El maneig de l'estrès i les tècniques de bioretroalimentació també podrien ajudar a individus que pateixen de certes formes de distonia.
Recents estudis experimentals suggereixen la possibilitat d'induir plasticitat neuronal mitjançant l'entrenament sensoriomotor proposat per Nancy o mitjançant l'estimulació propioceptiva inductiva proposta per Joaquin Farias,fent possible la recuperació funcional perduda a causa de la distonia focal.